# Akustycznie (album Lady Pank)
Akustycznie – album akustyczny polskiej grupy muzycznej Lady Pank. Wydawnictwo ukazało się 16 czerwca 2015 roku nakładem wytwórni muzycznej Sony Music.

## Lista utworów
1. Młode orły
2. Wenus, Mars
3. Marchewkowe pole
4. Sztuka latania
5. Dobra konstelacja
6. Mała wojna
7. Zabić strach
8. Zostawcie Titanica
9. Stacja Warszawa
10. Raport z N.
11. Zawsze tam gdzie ty
12. Du du
13. To jest tylko rock’n’roll
14. Na co komu dziś

## Twórcy albumu
- Janusz Panasewicz – śpiew
- Jan Borysewicz – gitara, śpiew (chórki)
- Kuba Jabłoński – perkusja
- Krzysztof Kieliszkiewicz – gitara basowa
- Michał Sitarski – gitara
- Wojtek Olszak – pianino, miksowanie
- Jacek Gawłowski – mastering
- Daniel Stanisławski – zdjęcia

## Listy sprzedaży
| Lista | Kraj   | Pozycja |
| ----- | ------ | ------- |
| OLiS  | Polska | 9       |